# Otelmo Drebes
Otelmo Albino Drebes (Bom Retiro do Sul, 14 de maio de 1956) é um empresário e administrador de empresas brasileiro, presidente das Lojas Lebes, composta por empresas nos segmentos de varejo, indústria têxtil, finanças, logística e cobrança. Iniciou sua trajetória profissional na companhia em 1980, passando por diversos setores e cargos, assumindo a presidência em 2015. Há mais de 30 anos dedica sua carreira à gestão e expansão da empresa, que tem mais de 300 filiais da rede de varejo no Rio Grande do Sul, em Santa Catarina e no Paraná.
Drebes é casado com a administradora Clenir Wengenovicz, e pai de dois filhos. É conhecido por seu envolvimento com iniciativas locais de desenvolvimento empresarial e por sua atuação em temas relacionados à governança corporativa.

## Biografia

### Formação
Drebes formou-se em administração de empresas pela Universidade Federal do Rio Grande do Sul (UFRGS) e é pós-graduado em gestão empresarial pela mesma instituição.

### Trajetória na Lojas Lebes
Aos 25 anos, iniciou sua jornada na Lebes, passando por diversos setores da empresa, o que lhe proporcionou uma base sólida de conhecimento e experiência. Com o olhar sempre voltado para os negócios, foco e determinação, Otelmo ajudou a impulsionar o crescimento da Lebes, deixando sua marca em cada etapa da expansão. Em 2015, assumiu a presidência da empresa, reforçando sua liderança com uma gestão transformadora. Ao longo de quatro décadas de dedicação, consolidou-se como uma das principais lideranças do varejo no Sul do Brasil, reconhecido por unir resultados consistentes, gestão humanizada e uma cultura empresarial sólida e inspiradora.

### Gestão e atuação institucional
Além de suas atividades na Lojas Lebes, Drebes é ativo em várias entidades de classes regionais, exercendo o cargo de vice-presidente da Câmara de Dirigentes Lojistas (CDL) de Porto Alegre, e integrando organizações como a Amcham, PGQP, IEE e Lide.

### Atuação durante as enchentes de 2024
Em maio de 2024, o estado do Rio Grande do Sul enfrentou enchentes que afetaram diretamente dezenas de unidades da Lebes. A resposta do grupo à crise priorizou medidas de apoio aos colaboradores atingidos, continuidade operacional em unidades não afetadas e manutenção dos pagamentos a fornecedores e parceiros locais, especialmente pequenos empreendedores. A gestão da crise foi marcada pela ênfase na proteção às pessoas e na reorganização rápida da cadeia de suprimentos.

### Publicações
Otelmo é também autor do livro Caminhos em comum: Registros, Estratégias, Histórias, onde compartilha sua trajetória de vida, refletindo sobre suas experiências pessoais e profissionais ao longo dos anos. Sua contribuição ao setor empresarial e seu envolvimento com a comunidade o tornaram um líder respeitado e uma referência no meio.

## Prêmios e honrarias
- 2017: Comenda Porto do Sol, Câmara Municipal de Porto Alegre[16]

- 2018: Otelmo Albino Drebes recebe Comenda Porto do Sol na Câmara de Vereadores[17]

- 2018: Otelmo Drebes é homenageado pela ADCE Porto Alegre, Portal O Sul, 2018[18]

- 2019: Top de Marketing ADBV/RS - Personalidade do Ano[19]

- 2019: Troféu Guri, Grupo RBS[20]

- 2024: Prefeitura de Guaíba/RS - Prêmio de Boas-Vindas Novas Empresas 2024[21]